# Meropeidae
De Meropidae vormen een kleine familie van schorpioenvliegen (Mecoptera). 

## Taxonomie
De familie omvat twee levende en twee uitgestorven fossiele geslachten:
- Geslacht: Merope Newman, 1838
  - Soort: Merope tuber Newman, 1838
- Geslacht: Austromerope Killington, 1933
  - Soort: Austromerope brasiliensis Machado, Kawada & Rafael, 2013
  - Soort: Austromerope poultoni Killington, 1933
- Geslacht: Boreomerope †
- Geslacht: Thaumatomerope †